# Contea di Knox (Nebraska)
La contea di Knox (in inglese Knox County) è una contea dello Stato del Nebraska, negli Stati Uniti. La popolazione al censimento del 2000 era di 9 374 abitanti. Il capoluogo di contea è Center.